# Matías Ruiz Díaz
Matías Ruiz Díaz (La Plata, 9 settembre 1996) è un calciatore argentino, difensore dell'Estudiantes (RC).

## Caratteristiche tecniche
È un terzino destro.

## Carriera
Cresciuto nelle giovanili del Newell's Old Boys, ha esordito in prima squadra il 3 dicembre 2017 in occasione del match di campionato vinto 1-0 contro il Talleres (C).

## Statistiche

### Presenze e reti nei club
Statistiche aggiornate al 5 maggio 2018.
| Stagione        | Squadra          | Campionato      | Campionato | Campionato | Coppe nazionali | Coppe nazionali | Coppe nazionali | Coppe continentali | Coppe continentali | Coppe continentali | Altre coppe | Altre coppe | Altre coppe | Totale | Totale | Totale |
| Stagione        | Squadra          | Comp            | Pres       | Reti       | Comp            | Pres            | Reti            | Comp               | Pres               | Reti               | Comp        | Pres        | Reti        | Pres   | Reti   |        |
| --------------- | ---------------- | --------------- | ---------- | ---------- | --------------- | --------------- | --------------- | ------------------ | ------------------ | ------------------ | ----------- | ----------- | ----------- | ------ | ------ | ------ |
| 2017-2018       | Estudiantes (LP) | PD              | 6          | 0          | CA              | 0               | 0               | CL                 | 0                  | 0                  |             | -           | -           | 6      | 0      |        |
| Totale carriera | Totale carriera  | Totale carriera | 6          | 0          |                 | 0               | 0               |                    | 0                  | 0                  |             | -           | -           | 4      | 0      |        |